# Sella italiano
Sella Italiano eller Italiensk ridhäst som den även kallas är en hästras från Italien, speciellt framtagen för ridsport på hög nivå. Rasen är traditionellt framavlad genom att korsa tunga arbetshästar med lättare fullblodshästar, en princip som nästan gått förlorad i de senaste hundra årens avel av varmblodshästar. Resultatet har gett en spänstig och atletisk häst.  

## Historia
Selle italianon har fötts upp enligt gammal tradition när man ska föda upp varmblodshästar. Definitionen av ett varmblod är oftast korsningar av kallblodshästar och fullblodshästar men många av dagens varmblodshästar har skapats genom att korsa olika varmblod med varandra. Sella Italianon har dock skapats genom korsningar av tunga inhemska draghästar och arbetshästar som korsades med Engelska och arabiska fullblod. 
Under början av 1900-talet började ridsporten öka i popularitet och breda ut sig över världen, och ridning blev även olympiska grenar. Uppfödarna ville konkurrera med de europeiska varmbloden och efter Andra världskriget behövdes ny användning för de italienska kallblodshästarna, efter att jordbruken mekaniserats. 
Uppfödarna satsade stenhårt på en riktig sporthäst och även om rasen inte slagit helt i världen ligger den klart på elitnivå.  

## Egenskaper
Sella italianon är en livlig och djärv häst som ändå är pålitlig. Hästarna är viga och atletiska. Utseendet är en elegant häst med lång välformad hals, proportionellt huvud och stark rygg. Bakdelen är muskulös och benen är långa och smala. 
Sella italianohästarna är lämpliga inom all slags ridsport på elitnivå. Hästarna är både snabba och lyhörda. 